# Asociación Española de Comunicación Científica
La Asociación Española de Comunicación Científica (AEC2) constituida originalmente con el nombre de Asociación Española de Periodismo Científico (AEPC), en 1971, es una entidad española que forma parte de la European Union of Science Journalists Associaciations (EUSJA) y de la Asociación Iberoamericana de Periodismo Científico (AIPC). También forma parte de la World Federation of Science Journalists.
Fue fundada por Manuel Calvo Hernando, periodista especializado en divulgación científica, autor de cuatro decenas de libros y miles de artículos que le convierten en una de las referencias de esta disciplina en lengua castellana.
Asimismo cuenta con más de cuatrocientos periodistas y comunicadores especializados en campos como ciencia, tecnología, salud y medio ambiente. Desde su fundación en 1971, la AEC2 trabaja promoviendo la divulgación científica en España, Europa e Iberoamérica. 

## Principales actividades
Las actividades de la AEC2 se centran en la organización de seminarios, coloquios, cursos y reuniones entre periodistas y científicos con un doble objetivo: tratar temas de actualidad científica que puedan ser utilizados por los periodistas, y establecer vínculos de carácter personal y amistoso entre los profesionales de la investigación y de la información con vistas a una colaboración más fecunda para la ciencia y para la sociedad.
Desde su creación, la AEC2 ha organizado innumerables coloquios, mesas redondas, debates y jornadas informativas; cursos en las universidades Meléndez Pelayo, Complutense y Universidad Internacional de Andalucía (sede Antonio Machado), y mesas redondas, reuniones y jornadas en las universidades de Salamanca, Santiago de Compostela, Granada y otras, además de otras con instituciones como la Asociación de Personal Investigador del CSIC, la Facultad de Matemáticas de la Universidad Complutense de Madrid, además de la organización de tres cursos en la Universidad Meléndez Pelayo, en Santander (dos de ellos patrocinados por el CSIC) y uno en la Universidad Complutense, en El Escorial (1993).
En 1989, la AEC2 tuvo parte destacada en la organización, por el CSIC, del I Encuentro de Periodistas Científicos Europeos, “Hacia un espacio común europeo de divulgación científica” y en la II Reunión Internacional de Comunicación Pública de la Ciencia y la tecnología (Madrid, 1991), organizada también por el CSIC.
En 1990 celebró su primer Congreso Nacional y en 1999 el segundo Congreso Nacional. A lo largo de estos años ha desarrollado programas conjuntos con ambas instituciones, entre ellos los seis congresos iberoamericanos de Periodismo Científicos celebrados hasta ahora, y de los cuales el II y el V tuvieron lugar en España.
En 2001 la AEC2 realizó, de forma conjunta con las Universidad Carlos III de Madrid y San Pablo-CEU y con el apoyo del Ministerio de Ciencia y Tecnología, cuatro cursos de periodismo científico: Comunicación para investigadores y tecnólogos; Información y divulgación científica en los medios audiovisuales; Géneros periodísticos escritos en ciencia y tecnología; Gabinete de prensa de ciencia y tecnología.
En 2007 puso en marcha su portal en oficial.
Desde el año 2012 organiza anualmente Ciencia en Redes, una jornada de formación 2.0 sobre divulgación de ciencia y tecnología.
Su presidente de honor vitalicio es su fundador, Manuel Calvo Hernando.
Tras varios años de ser conducida por Manuel Toharia Cortés, la AEC2 está presidida desde septiembre de 2009 por Antonio Calvo Roy.

## Objetivos
La AEC2 es una entidad sin ánimo de lucro, cuyos fines fundacionales son: 
- La defensa de los intereses de sus asociados, periodistas y comunicadores españoles, o que residan y trabajen en España, especializados en temas científicos, tecnológicos, ambientales, de salud y disciplinas similares.
- Difundir las informaciones que se producen en torno de estas disciplinas entre el público en general, y promover su aparición en los diferentes medios de comunicación.
- Estimular y desarrollar procesos de formación y actualización de los periodistas y comunicadores en ciencia, tecnología y medio natural.
- Velar por la independencia y la objetividad de los contenidos informativos y la libertad de expresión.
- Facilitar el diálogo, las relaciones y el acceso a las fuentes de información y promover todo tipo de actividades de carácter informativo.
- Facilitar el contacto y las reuniones con personas y entidades que tengan conocimientos o materiales informativos de interés para los asociados.
- Promover la relación entre los profesionales de la comunicación y los de la ciencia.
- Actuar como interlocutor válido ante toda clase de organismos y personas.
- Participar en conferencias, seminarios y eventos, cuya finalidad esté relacionada con la comunicación social de la ciencia, la tecnología, el medio ambiente, la salud y temas afines.

La AECC trata de cumplir sus propósitos en estos tres ámbitos: nacional, iberoamericano y europeo, y ha estado activamente presente en actos tan relevantes como las conferencias celebradas en Viena y Salzburgo, en los cursos ofrecidos en España, en 14 países de América y en los congresos iberoamericanos cuyas primeras siete sedes fueron: Caracas, Madrid, Ciudad de México, São Paulo, Valencia, Santiago de Chile y Buenos Aires. Las ponencias y conclusiones de estas reuniones constituyen un cuerpo doctrinal sobre una materia de escasa bibliografía en todo el mundo, pero sobre todo en español.

## Organigrama
Junta Directiva 2021-2023

Elena Lázaro, presidenta
Gema Revuelta, vicepresidenta
Rocío Benavente, vicepresidenta
Marcos Pérez, vicepresidente
Elena Sanz, secretaria general
Óscar Huertas, tesorero
Javier Armentia, vocal
Ángela Bernardo, vocal
Antonio Calvo Roy, vocal
Pampa García Molina, vocal
Ignacio F. Bayo, vocal
Simón Perera, vocal
Pilar Perla, vocal
Cintia Refojo, vocal
Natalia Ruiz Zelmanovitch, vocal
Lucas Sánchez, vocal
Dirección Ejecutiva
Teresa Méndez
Secretaría Técnica
Diana Rojo